# BROTHER (映画)
『BROTHER』（ブラザー）は2000年の日英共同制作のバイオレンス映画。北野武監督作品。イギリスの映画プロデューサーで『戦場のメリークリスマス』も手がけたジェレミー・トーマスが森昌行と共に製作した。第57回ヴェネツィア国際映画祭特別招待作品。
日本を追われ、米国に逃亡した日本人ヤクザ・山本とその一味が抗争の末敗北して行く様を描く。タイトルの「BROTHER」とはヤクザ関係、異母弟との関係、日米のギャングとの擬似的関係などにおける複数の「兄弟」を意味している。各国で公開される中、フランスとカナダのフランス語圏では「Aniki」（Aniki, mon frère）という名称で公開された。

## あらすじ
武闘派ヤクザの山本は花岡組にてその冷徹さ故に身内からも一目置かれる存在。ある日、ヤクザ同士の抗争によって組長である花岡を殺害されたことから、警察の介入もあって穏便な解決策として花岡組は解散となる。山本一派は行き場を失うが、一方で兄弟分である原田は生活のため、子分らを引き連れて敵対組織に吸収されることを選ぶのだった。やがて組織から山本を殺すよう命じられた原田は、それだけは避けたい一心で、密かに山本の海外逃亡を手引き。代わりにホームレスを殺し山本の死体に偽装する。
居場所を追われた山本は、米国留学したまま消息が絶えてしまった弟のケンを頼りアメリカへ渡る。ケンはジャンキー相手のドラッグ売人に成り下がっており、しかもドラッグ・トレードのトラブルに巻き込まれていた。山本はケンの仲間であるデニーらアフリカ系アメリカ人やメキシカンと手を組み、白人マフィアのボスたちを血祭りに上げ、裏社会でのし上がっていく。出会い頭、山本に絡んで痛い目に遭っていたデニーも、日本流のやり方に戸惑いながら徐々に彼のカリスマ性に惹かれていった。山本を慕い日本から追いかけてきた舎弟の加藤も加わり、彼らは人種や言語を超えて絆を深めていく。そんな中「兄貴に命を賭けている」という加藤は自らの命と引き替えに、日本人街のボス・白瀬たちをも山本の傘下に収めることに成功する。
ところが、この判断が組織の命を縮めることになった。白瀬たちは山本の警告を無視して過激な勢力拡大をエスカレートさせ、それが巨大イタリアン・マフィアの怒りを買った結果、凄惨な抗争に発展。「もう終わりだな、みんな死ぬぞ」という山本の言葉通り、抗争の発端である白瀬自身も外出中にマフィアの手によって死亡、仇を取るためマフィアの屋敷に押し掛けた白瀬の配下たちも返り討ちにされた。さらにマフィアは山本の傘下の者にまで手を伸ばし、一人残らず消し去っていく。
家族も殺され、ひとり生き残ったデニーは山本から着替えの入った鞄を渡され、逃げるよう言われる。不本意ながらもメキシコへ向け単身車を走らせるデニーは、鞄の中から意外なものを見つける。

## 出演
- 山本：ビートたけし（スタンドイン：津川誠）
- デニー：オマー・エップス
- ケン：真木蔵人
- 白瀬：加藤雅也
- 加藤：寺島進
- 原田：大杉漣
- 石原：石橋凌
- 警察官僚：大竹まこと
- クラブのママ：かたせ梨乃
- 仁政会組長：渡哲也
- 杉本：ジェームズ・シゲタ
- 花岡組長：奥村公延
- 六平直政、村上連、國本鍾建、嵯峨周平、吉田晃太郎、川原和久、稲宮誠、森永健司、ガンビーノ小林、冨樫真、佐野元哉 ほか

## 作品解説
撮影の大半はロサンゼルスで行われた。音楽は久石譲、衣装デザインを山本耀司が務めた。

### 製作
本作は「ハリウッド映画」ではなく、あくまでもロサンゼルスを舞台にした北野監督作品である。北野の作家性を最大限に発揮させるべく、ジェレミー・森の両プロデューサーの尽力により、ハリウッド映画では極めて異例の製作体制が採られた。

### 音楽
久石は当時のインタビューで「北野監督からはエモーショナル（感情的）な音楽を要求されるケースが多くなった」と語っている。本作のメインテーマの旋律を奏でるリード楽器にフリューゲルホルンが選ばれたが、監督のたけしはピアノを強く希望し、久石は当初エレキギターを想定するなど難航した。
エンドロールに流れるメインテーマは、映画音楽としては異例のスクラッチなども織り込まれたクラブテイストのビートの強いサウンドになっている。これはしっとりした曲では流れた瞬間に席を立つ人が多くみられるが、明るめの曲の場合は最後まで座っている人が多くみられたため「その効果を狙った」とプロデューサーの森は語っている。サウンドトラックには、久石が自ら手がけたリミックスバージョンが特別に収録されている。

## 受賞歴
- 第11回東京スポーツ映画大賞 作品賞
- 第38回ゴールデン・アロー賞 映画賞（北野武）
- 第56回毎日映画コンクール 男優助演賞（寺島進）

## その他
この映画をたまたま観たクリント・イーストウッドは、あまりの迫力に舌を巻いたと言う逸話が残されている。
映画公開2日前にZEEBRAがリリースした「Neva Enuff feat. AKTION」は、「BROTHER」にインスパイアされて作られた曲として挙げられている。
テレビ朝日系列の日曜洋画劇場で地上波放送されたが冒頭「過激な表現がありますので視聴にはご注意下さい」とテロップ表示され、一部過激なシーンがカットされた。この事もあってか、本作品のテレビ放映はこの回限りとなっている。

## 脚註
1. ↑  “Brother (2001)”.  Box Office Mojo. 2017年5月17日閲覧。（英語）
2. ↑  「2001年度 日本映画・外国映画 業界総決算 経営/製作/配給/興行のすべて」『キネマ旬報』2002年（平成14年）2月下旬号、キネマ旬報社、2002年、138頁。
3. ↑  “Brother (2000) - Release Info”. IMDb. 2022年6月9日閲覧。
4. ↑  『ROADSHOW 2002年4月号』集英社、2002年、p99
5. ↑  久石譲『感動をつくれますか？』角川書店、2006年、p37
6. ↑  『joe hisaishi meets kitano films』ライナーノーツ
7. ↑  『アウトレイジ オフィシャルガイド』日経BP社
8. ↑  ““今”を強烈に感じさせる注目サウンド！”. BARKS (ジャパンミュージックネットワーク株式会社). (2001年2月5日) 2022年11月2日閲覧。
9. ↑  小指を落とすシーンや内臓が出て来るシーン等。